# Херрик, Джон
Джо́н Хе́ррик (англ. John Herrick; 26 июля 1946, Корк, Манстер — 26 марта 2025, Голуэй, Коннахт) — ирландский футболист и футбольный тренер, играл на позиции защитника.

## Биография

### Клубная карьера
В общей сложности Херрик в течение 10 сезонов играл за «Корк Хибернианс», в составе которого в 1971 году выиграл чемпионский титул, а в 1972 году Кубок Ирландии. В 1973 году он перешёл в «Шемрок Роверс», в составе которого отыграл один сезон. В 1974 году вернулся в «Корк Хибернианс», в котором играл до 1976 года. Всего в общей сложности сыграл 200 матчей за «Корк Хибернианс».
В 1976 году перешёл в «Лимерик», за который играл в течение двух сезонов. В 1977 году играл в финале Кубка Ирландии, в котором «Лимерик» проиграл «Дандолку» со счётом 0:2. Затем он играл за «Дроэду Юнайтед» и «Голуэй Юнайтед», в котором он также был играющим тренером.

### Карьера в сборной
Дебютировал в сборной Ирландии 10 октября 1971 года в матче со сборной Австрии в рамках отборочного турнира на чемпионат Европы 1972 года — Ирландия проиграла матч 0:6. Всего за сборную Ирландии сыграл 3 матча.

### Тренерская карьера
Работал играющим тренером «Голуэй Юнайтед». В 1988 году работал главным тренером «Голуэй Юнайтед», помимо этой команды тренировал «Лимерик» и «Уэстпорт Юнайтед».

### Смерть
Скончался 26 марта 2025 года в Голуэе в возрасте 78 лет.

## Достижения
«Корк Хибернианс»
- Чемпион Ирландии (1): 1970/71
- Обладатель Кубка Ирландии (1): 1971/72
- Обладатель Трофея Ирландской лиги (1): 1969/70